# Erupción de la Ignimbrita Campaniense
La erupción de la Ignimbrita Campaniense (CI, también Supererupción CI) fue una importante erupción volcánica en el Mediterráneo durante el Cuaternario tardío, clasificada como 7 en el Índice de Explosividad Volcánica (VEI). El evento se atribuye al volcán Archiflegreo, la caldera de 13 kilómetros de ancho de los Campos Flegreos, situada a 20 km al oeste del Monte Vesubio, bajo la periferia occidental de la ciudad de Nápoles y el Golfo de Pozzuoli, Italia. Las estimaciones sobre la fecha y la magnitud de la(s) erupción(es), así como la cantidad de material expulsado, han variado considerablemente a lo largo de los varios siglos en que se ha estudiado el lugar. Esto se aplica a la mayoría de los eventos volcánicos significativos que se originaron en la Llanura Campaniana, ya que es una de las estructuras volcánicas más complejas del mundo. Sin embargo, la investigación continua, el avance de los métodos y la acumulación de datos vulcanológicos, geocronológicos y geoquímicos han mejorado la precisión de las fechas.
La datación más reciente determina el evento eruptivo en 39.280±110 años antes de Cristo y los resultados de la modelización de la dispersión de las cenizas en 3-D publicados en 2012 concluyeron un equivalente de roca densa (DRE) de 181-265 km³ y emisiones dispersas en un área de alrededor de 3.700.000 km². La exactitud de estas cifras es importante para los geólogos marinos, los climatólogos, los paleontólogos, los paleoantropólogos y los investigadores de campos afines, ya que el evento coincide con una serie de fenómenos globales y locales, como discontinuidades generalizadas en las secuencias arqueológicas, oscilaciones climáticas y modificaciones bioculturales.

## Etimología
El término Campaniense se refiere al arco volcánico del Campaniense, situado sobre todo, pero no exclusivamente, en la región de Campania, en el sur de Italia, que se extiende sobre una zona de subducción creada por la convergencia de las placas africana y euroasiática. No debe confundirse con el Campaniense de la etapa cretácica tardía.
La palabra ignimbrita fue acuñada por el geólogo de Nueva Zelanda Patrick Marshall del latín ignis (fuego) e imber (ducha) y -ita . Significa los depósitos que se forman como resultado de una erupción piroclástica.

## Antecedentes

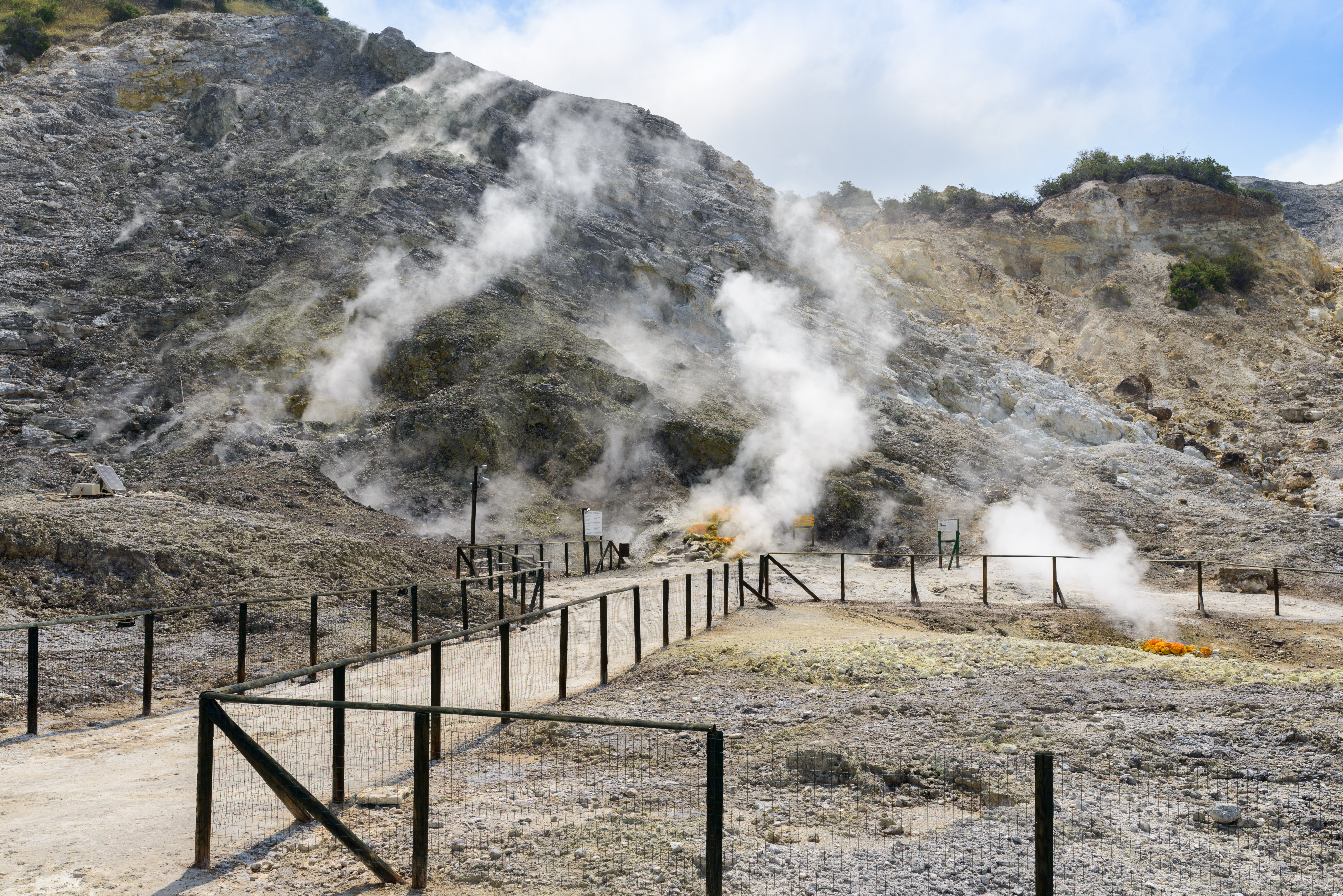
Solfatara Pozzuoli

La caldera de los Campos Flegreos es una estructura anidada con un diámetro de unos 13 km. Se compone de la antigua caldera de Ignimbrita Campaniense, de la más joven caldera de Toba Amarilla Napolitana y de respiraderos subacuáticos y submarinos muy dispersos de los que se han originado las erupciones más recientes. Los campos se asientan sobre un dominio extensional plioceno-cuaternario con fallas que van de noreste a suroeste y de noroeste a sureste desde el margen del cinturón de empuje de los Apeninos. La secuencia de deformación se ha subdividido en tres períodos

### Época Flegrea
- El Primer Periodo, que incluye la Erupción Ignimbrítica Campaniense, fue la época más decisiva en la historia geológica de los Campos Flegreos. Comenzando hace más de 40.000 años, cuando se formó la caldera externa, los posteriores colapsos de la caldera y la repetida actividad volcánica tuvieron lugar dentro de un área limitada[13]
- Durante el Segundo Periodo, la erupción más pequeña de la Toba Amarilla Napolitana (Neapolitan Yellow Tuff o NYT) tuvo lugar hace unos 15.000 años.
- Las erupciones del Tercer Periodo se produjeron durante tres intervalos entre hace 15.000-9.500 años, hace 8.600-8.200 años y de 4.800 a 3.800 años[14]

La cámara magmática de la estructura sigue activa, ya que aparentemente hay solfataras, fuentes termales, emisiones de gas y se producen frecuentes episodios de deformación del suelo a gran escala hacia arriba y hacia abajo (bradiseísmo).
En 2008 se descubrió que los Campos Flegreos y el Monte Vesubio tienen una cámara de magma común a una profundidad de 10 km.
La naturaleza volcánica de la región ha sido reconocida desde la Antigüedad, investigada y estudiada durante muchos siglos. La investigación científica metódica comenzó a finales del siglo XIX. La piedra de toba amarilla se extrajo extensamente durante siglos, lo que dejó grandes cavidades subterráneas que sirvieron de acueductos y cisternas para la recogida de agua de lluvia.
En 2016, los vulcanólogos italianos anunciaron planes para perforar una sonda de 3 km de profundidad en los Campos Flegreos, varios años después del proyecto de perforación profunda de Campi Flegrei de 2008, que tenía como objetivo perforar un pozo diagonal de 3,5 km para sacar muestras de roca e instalar equipos sísmicos. El proyecto se suspendió en 2010 por problemas de seguridad

## Secuencia eruptiva

Diagrama de una erupción pliniana. (clave: 1. Penacho de ceniza ; 2. Conducto de magma ; 3. Lluvia de cenizas volcánicas; 4. Capas de lava y ceniza ; 5. Estrato ; 6. Cámara de magma).

La erupción de la IC ha sido interpretada como la mayor erupción volcánica de los últimos 200.000 años en Europa. Los depósitos de tefra indican dos fases distintas de formación de penachos, una pliniana y otra coignimbrítica, caracterizadas por múltiples erupciones formadoras de calderas

### Fase pliniana
Las pruebas demuestran que la erupción fue un evento único que duró de 2 a 4 días. Se desencadenó por cambios bruscos en la composición, las propiedades y el estado físico del fundido o por la sobrepresión en la cámara de magma. La erupción comenzó con explosiones freatomagmáticas, seguidas de una columna de erupción pliniana, alimentada por la extracción simultánea de dos capas de magma. Se estima que la columna de cenizas resultante tuvo una altura de 70 km. Al formarse gradualmente una columna pulsante inestable, alimentada únicamente por el magma más evolucionado debido a la migración hacia arriba de la superficie de fragmentación, a la reducción de la tasa de erupción del magma y/o a la activación de las fracturas, la fase pliniana terminó. Las emisiones consistían en piedra pómez y roca volcánica de color oscuro (escoria). Los minerales máficos cubren áreas más pequeñas que los miembros más ácidos, indicando también una disminución de la explosividad en el curso de la erupción. La columna de erupción provocó un gran depósito de caída de piedra pómez al este de la zona de origen.

### Corrientes de densidad piroclástica
A la erupción inicial le siguió un colapso de la caldera y un gran flujo piroclástico, alimentado por la capa superior de magma, una unidad de flujo única con variaciones laterales tanto de piedra pómez como de fragmentos líticos, que cubrió un área de 30.000 km². Las corrientes que se desplazaron hacia el Norte y el Sur desbordaron cordilleras de 1.000 metros de altura y cruzaron el Golfo de Nápoles por el mar, extinguiendo toda la vida en un radio de unos 100 km. Las características texturales y morfológicas de los depósitos, así como su distribución areal, sugieren que la erupción fue del tipo de nube piroclástica de baja temperatura altamente expandida.
La secuencia piroclástica de la base a la parte superior:
- ignimbrita densamente soldada y brechas ricas en lítica
- ignimbrita sinterizada, ignimbrita de bajo grado y brecha rica en lítica
- Brecha rica en lítica y aglutinación de salpicaduras (ver Cono volcánico )
- ignimbrita de bajo grado[26][27]

### Depósito de ignimbrita

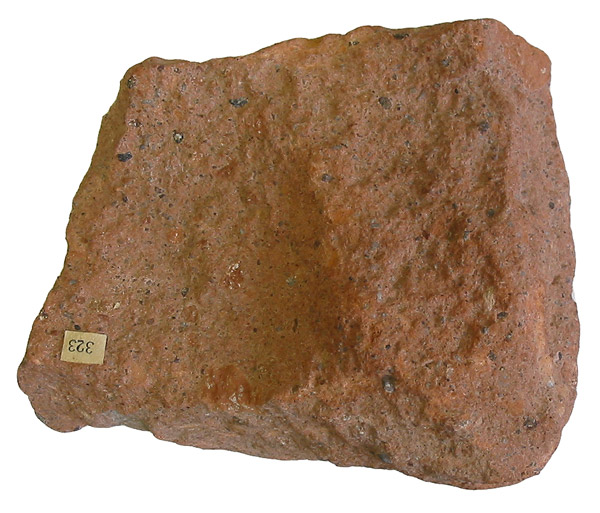
Ignimbrita

La ignimbrita es una traquita potásica gris, de pobre a moderadamente soldada, casi saturada, similar a muchas otras traquitas de la provincia volcánica cuaternaria de Campania. Está formada por pómez y fragmentos líticos en una matriz desvitrificada que contiene sanidina, plagioclasa menor bordeada por sanidina, dos clinopiroxenos, biotita y magnetita. El colapso de la columna que generó el extenso depósito de ignimbrita se produjo muy probablemente debido a un aumento de la Tasa de Erupción Masiva (TEM), (ver Columna eruptiva).
El área inmediata quedó completamente enterrada por gruesas capas de fragmentos piroclásticos, bloques volcánicos, lapilli y ceniza. Dos tercios de la Campania se hundieron bajo una capa de toba de hasta 100 m de espesor. El gran depósito de ignimbrita, en su mayor parte ceniza traquítica y piedra pómez, cubrió un área de al menos 6.095 km², abarcando la mayor parte del sur de la península italiana y la región oriental del Mediterráneo.
Los cálculos de las mediciones del espesor de las cenizas recogidas en 115 lugares y un modelo tridimensional de dispersión de las cenizas arrojan una cantidad total de material de 300 km³ de tefra en un área de 3.700.000 km². Teniendo en cuenta las estimaciones de volumen de hasta 300 km³ para los depósitos de corrientes piroclásticas proximales, el volumen total de la erupción de la IC es de 680 km³ y cubre la mayor parte del Mediterráneo oriental y las nubes de ceniza llegaron hasta el centro de Rusia. Un trabajo más reciente ha calculado el volumen de la ignimbrita y ha actualizado el volumen eruptivo total a 457-660 km³ (181-265 km³ de roca densa equivalente). Este volumen corresponde a una masa de 4,7-6,9×1014 kg, a una magnitud Richter de 7,7-7,8 y a un VEI 7.

## Impacto global

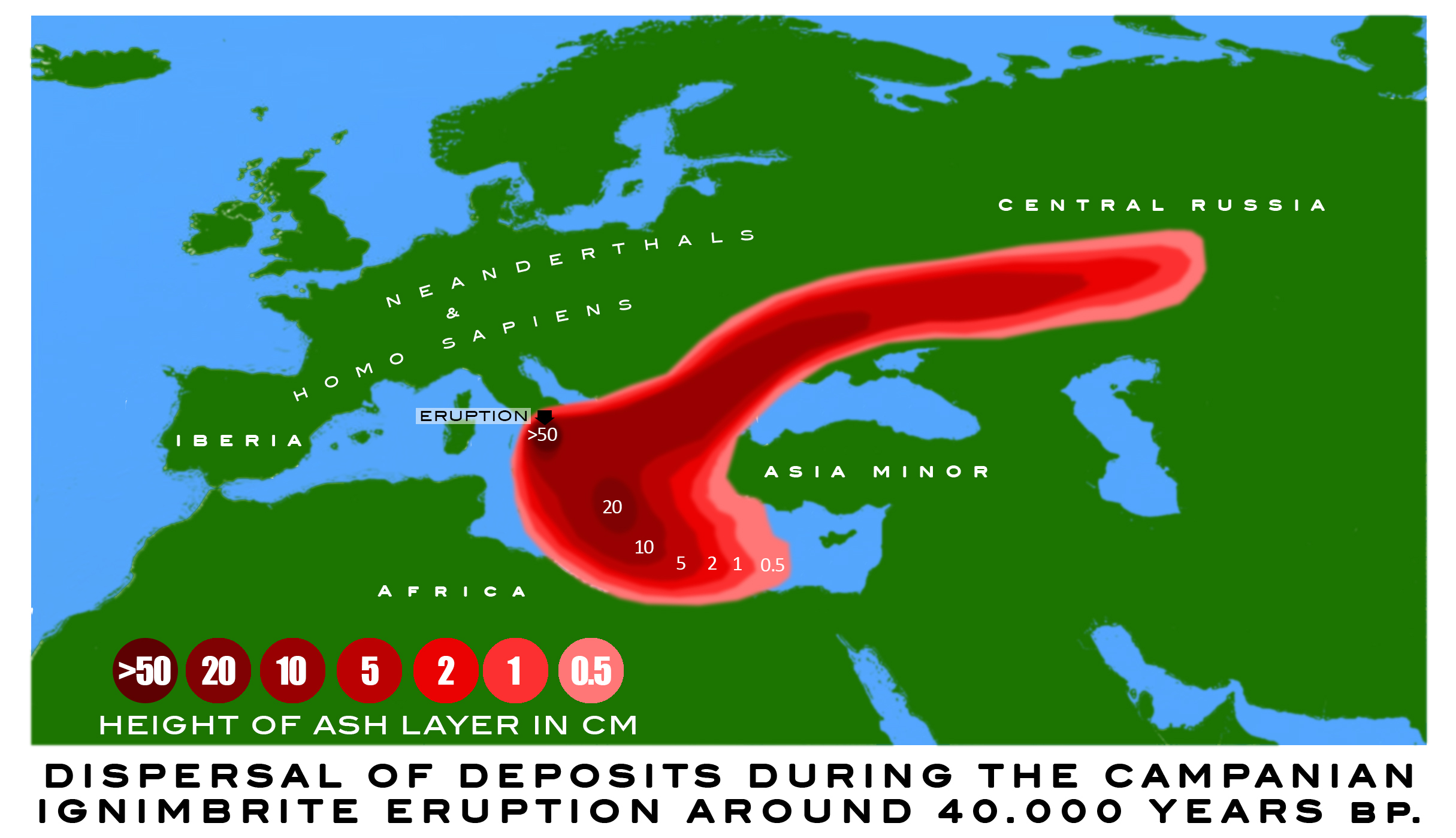
Gráfico de la dispersión de los depósitos durante la erupción.

La reciente datación del evento, hace 39.280±110 años, atrae una considerable atención de los estudiosos, ya que marca un intervalo de tiempo caracterizado por modificaciones bioculturales en Eurasia occidental y discontinuidades generalizadas en las secuencias arqueológicas, como la transición del Paleolítico Medio al Superior. En varios yacimientos arqueológicos del sureste de Europa, la ceniza separa las capas culturales que contienen conjuntos del Paleolítico Medio y/o del Paleolítico Superior más temprano de las capas en las que aparecen industrias del Paleolítico Superior. En algunos yacimientos, el depósito de tefra CI coincide con una larga interrupción de la ocupación paleohumana.

### Efecto sobre el clima
La importancia climática de la erupción se comprobó en un modelo de aerosol seccional tridimensional que simulaba la nube de aerosol global en condiciones glaciales. Black et al. (2015) calculan que se habrían acumulado en la atmósfera hasta 450 millones de kilogramos de dióxido de azufre, lo que habría hecho descender las temperaturas al menos entre 1 y 2 grados centígrados durante un periodo de 2 a 3 años.

## Efecto sobre los organismos vivos
Las emisiones de dióxido de azufre y cloruro provocan lluvias ácidas, las partículas cargadas de flúor se incorporan a la materia vegetal, pudiendo inducir fluorosis dental, repleta de daños oculares, pulmonares y orgánicos en las poblaciones animales

### Muerte neandertal
La erupción coincidió también con el declive final de los neandertales en Europa. El estrés ambiental asociado a la IC pudo haber contribuido a la extinción de los neandertales en combinación con la agitación social del Paleolítico. Esta noción sigue siendo discutida; no obstante, las fuentes admiten que, aunque la IC habría afectado por igual a los humanos modernos y a los neandertales, la supuesta capacidad de resistencia e ingenio de los humanos modernos por encima de la de los neandertales podría haber permitido a los humanos modernos recuperarse más rápidamente a costa de los neandertales.